# Municipio de Painesville
El municipio de Painesville (en inglés: Painesville Township) es un municipio ubicado en el condado de Lake en el estado estadounidense de Ohio. En el año 2010 tenía una población de 20399 habitantes y una densidad poblacional de 44,4 personas por km².

## Geografía
El municipio de Painesville se encuentra ubicado en las coordenadas 41°46′41″N 81°11′50″O / 41.77806, -81.19722. Según la Oficina del Censo de los Estados Unidos, el municipio tiene una superficie total de 459.46 km², de la cual 43.26 km² corresponden a tierra firme y (90.58%) 416.2 km² es agua.

## Demografía
Según el censo de 2010, había 20399 personas residiendo en el municipio de Painesville. La densidad de población era de 44,4 hab./km². De los 20399 habitantes, el municipio de Painesville estaba compuesto por el 94.13% blancos, el 1.82% eran afroamericanos, el 0.07% eran amerindios, el 0.73% eran asiáticos, el 0.03% eran isleños del Pacífico, el 1.44% eran de otras razas y el 1.78% pertenecían a dos o más razas. Del total de la población el 3.13% eran hispanos o latinos de cualquier raza.